# Marianne Sägebrecht
Marianne Sägebrecht (Starnberg (Beieren), 27 augustus 1945) is een Duits actrice en cabaretière. 
Ze is bekend van haar rollen in een behoorlijk aantal films, zoals Zuckerbaby, Bagdad Cafe, en The War of the Roses.

## Leven en werk
Sägebrecht speelde op de middelbare school al in een theatergroep; daarna volgde zij een opleiding tot tandtechnicus (tandartsassistente). Ze trouwde toen zij negentien jaar oud was en werd moeder van een dochter. Met haar man was ze vier jaar lang artistiek leider van het 'vestzaktheater' Spinnradl in Starnberg.
Na haar scheiding in 1976 was ze gastvrouw van het kunstenaarscafé Mutti Bräu in Schwabing, een stadsdeel van München. Daar knoopte zij contact aan met artiesten van Cirkus Roncalli. Tussen 1977 en 1981 werkte zij bij het cabaret Opera Curiosa en vertolkte daarnaast vanaf 1979 ook theaterrollen. Dankzij haar reputatie als veelzijdig artiest hielp Percy Adlon haar in 1983 aan een eerste filmrol in Die Schaukel.

### Filmactrice
In de daaropvolgende films bereikte Sägebrecht snel een groot publiek en een grote populariteit. Steeds opnieuw speelde zij de eenvoudige 'vrouw van hiernaast', die niet over zich heen laat lopen. Tot haar bekendste films behoren Zuckerbaby uit 1984, Bagdad Cafe (Out of Rosenheim) uit 1987 en Rosalie Goes Shopping uit 1988, alle drie onder regie van Percy Adlon.
In Frankrijk vertolkte zij onder andere een rol als huishoudster van Michel Piccoli in het drama Martha et moi en als pleegmoeder van de kleine Rémi in de televisieminiserie Sans famille (naar de roman van Hector Malot). In 1996 speelde zij in het drama Der Unhold met John Malkovich, Gottfried John en Armin Mueller-Stahl, in 1998 in de komische avonturenfilm Asterix & Obelix tegen Caesar.

## Filmografie (selectie)
- 1974: Münchner Geschichten - Ois anders
- 1983: Die Schaukel (Percy Adlon)
- 1984: Im Himmel ist die Hölle los
- 1984: Ein irres feeling
- 1985: Zuckerbaby (Percy Adlon)
- 1987: Bagdad Cafe (Percy Adlon)
- 1987: Out of Rosenheim
- 1988: Moon over Parador (Paul Mazursky)
- 1989: The War of the Roses (Danny De Vito)
- 1989: Rosalie Goes Shopping (Percy Adlon)
- 1990: Liebesgeschichten
- 1991: Marthe et moi (Jiří Weiss)
- 1992: Dust Devil
- 1994: Mona Must Die
- 1994: Eine Mutter kämpft um ihren Sohn
- 1995: All Men Are Mortal (Ate de Jong)
- 1996: Der kleine Lord
- 1996: Der Unhold (Volker Schlöndorff)
- 1996: Lorenz im Land der Lügner
- 1997: Soleil (Roger Hanin)
- 1998: Left Luggage (Jeroen Krabbé)
- 1998: Kalmans Geheimnis
- 1998: Eine Frau nach Maß
- 1998: Asterix & Obelix tegen Caesar (Claude Zidi)
- 1999: Ganz unten, ganz oben
- 1999: Die Sekretärin des Weihnachtsmanns
- 1999: Kommissar Rex
- 1999: Lilalu im Schepperland (spreekrol)
- 2000: Am Ende siegt die Liebe
- 2000: Thanksgivin’, die nachtblaue Stadt
- 2000: Das Findelkind
- 2000: Der kleine Lord – Retter in der Not
- 2001: Private Lies
- 2001: Marga Engel schlägt zurück
- 2003: Großglocknerliebe
- 2004: Marga Engel gibt nicht auf
- 2002: Marga Engel kocht vor Wut
- 2004: Charlotte und ihre Männer
- 2007: Bezaubernde Marie
- 2007: Das Geheimnis meiner Schwester
- 2008: Frau Holle
- 2008: Immer Wirbel um Marie
- 2008: In aller Freundschaft (seizoen 11, aflevering 33 en 34)
- 2009: So ein Schlamassel
- 2012: Die Verführerin Adele Spitzeder
- 2012: Omamamia
- 2014: Pettersson und Findus – Kleiner Quälgeist, große Freundschaft
- 2014: Der Kreis
- 2016: SOKO München (seizoen 42)
- 2016: Pettersson und Findus – Das schönste Weihnachten überhaupt
- 2018: Erik & Erika
- 2018: München Grill (aflevering 2)
- 2018: Bier Royal
- 2018: Pettersson und Findus – Findus zieht um
- 2019: Stille
- 2020: Das Traumschiff - Kapstadt
- 2023: Ein ganzes Leben

## Hoorspelen
- 2012: Patrick Findeis: Kein schöner Land – Regie: Kai Grehn (hoorspel – SWR)
- 2013: E. M. Cioran: Vom Nachteil, geboren zu sein – Regie: Kai Grehn (hoorspel – SWR)
- 2014: Walt Whitman: Children of Adam – Vertaling en regie: Kai Grehn (klankkunst – RB/DKultur/SWR)

## Eervolle prijzen
- Schwabinger Kunstpreis 1982
- Ernst Lubitsch-Preis voor Zuckerbaby
- Bundesfilmpreis voor Out of Rosenheim
- Bayerischer Verdienstorden 2003